# Chapelle Saint-Cado
Pour l’article homonyme, voir Chapelle Saint-Cado de Belz.
La chapelle Saint-Cado est située à Ploumilliau en France.

## Localisation
La chapelle est située sur la commune de Ploumilliau, dans le département  des Côtes-d'Armor, dans la région Bretagne.

## Description
Cette petite chapelle est un exemple de l'évolution des traditions locales, avec son clocher épaulé par les deux contreforts de la façade. Sa disposition et sa construction sont des plus simples : une salle rectangulaire couverte par un lambris.

## Historique
La chapelle est inscrite au titre des monuments historiques par arrêté du 20 janvier 1926.